# Lonchitis gracilis
Lonchitis gracilis là một loài thực vật có mạch trong họ Dennstaedtiaceae. Loài này được Alston miêu tả khoa học đầu tiên.